# Enclavele sârbe din Kosovo
Enclavele sârbe din Kosovo reprezintă zonele în care locuiesc sârbii din provincia Kosovo. Enclavele sârbe sunt:
- Ibarski Kolašin (Kosovo de Nord) din nordul orașului Mitrovica Leposavić, Zubin Potok și Zvečan;
- Sirinićka Župa, cu centrul de administrație la Štrpce;
- Novo Brdo - se planifică extinderea prin includerea locurilor dominate de sârbii din Gnjilane și Kosovska Kamenica;
- Parteš - cuprindea trei sate (Parteš, Pasjane și Budriga) din bazinul hidrografic aproape de Gnjilane și Kosovska Kamenica;
- Prilužje;
- Gračanica împreună cu Laplje Selo, Ugljare, Babin Most, Čaglavica, Ugljare, Preoce, Skulanovo, Batuse and Staro Gracko;
- Goraždevac
- Biča
- Velika Hoča

Sârbii reprezintă o majoritate din populație în sate precum Klokot (Binačko Pomoravlje) Plemetina and Svinjare (în apropiere de Vučitrn). În Peć, sârbii reprezintă o majoritate în Belo Polje a orașului, de asemenea în unele locuri din Orahovac și Lipljan. Comunități mici dominate de sârbi sunt de asemenea prezente și în Prizren, Gnjilane și Obilić.
În 2008, a fost înființată Comunitatea Adunărilor din Kosovo și Metohia, având ca scop coordonarea eforturilor minorității sârbe în Kosovo.